# If I Had a Million
If I Had a Million  è un film per la televisione statunitense del 1973 diretto da Daryl Duke.

## Trama
Un milionario statunitense decide di fare il benefattore donando un milione di dollari a quattro sconosciuti scelti a caso da un elenco telefonico. Le vite dei quattro beneficiari vengono cambiate per sempre e lui ne segue gli effetti.

## Produzione
Il film fu prodotto da Universal TV e diretto da Daryl Duke, girato a Santa Monica in California. Il film è ispirato al film del 1932 Se avessi un milione.

## Distribuzione
Il film fu trasmesso in televisione negli Stati Uniti il 31 dicembre 1973 sulla rete NBC.